# Eunice biformicirrata
Eunice biformicirrata är en ringmaskart som först beskrevs av Treadwell 1922.  Eunice biformicirrata ingår i släktet Eunice och familjen Eunicidae. Inga underarter finns listade i Catalogue of Life.